# The Original Singles: 1965-1967, Volume 1
The Original Singles: 1967-1969, Volume 1 è un album raccolta del gruppo folk rock statunitense The Byrds, pubblicato nel 1980.

## Tracce
1. Mr. Tambourine Man - 2:20 - (Bob Dylan)
2. I Knew I'd Want You - 2:14 - (Gene Clark)
3. All I Really Want to Do - 2:03 - (Bob Dylan)
4. I'll Feel a Whole Lot Better - 2:32 - (Gene Clark)
5. Turn! Turn! Turn! (To Everything There Is a Season) - 3:37 - (Ecclesiaste/Pete Seeger)
6. She Don't Care About Time - 2:30 - (Gene Clark)
7. Set You Free This Time - 2:50 - (Gene Clark)
8. It Won't Be Wrong - 1:58 - (Roger McGuinn/Harvey Gerst)
9. Eight Miles High - 3:35 - (Gene Clark/Roger McGuinn/David Crosby)
10. Why - 3:01 - (Roger McGuinn/David Crosby)
11. 5D (Fifth Dimension) - 2:34 - (Roger McGuinn)
12. Captain Soul - 2:35 - (Roger McGuinn/Chris Hillman/Michael Clarke/David Crosby)
13. Mr. Spaceman - 2:09 - (Roger McGuinn)
14. What's Happening?!?! - 2:33 - (David Crosby)
15. So You Want to Be a Rock "n" Roll Star - 2:05 - (Roger McGuinn/Chris Hillman)
16. Everybody's Been Burned - 3:02 - (David Crosby)